# Neàpolis de Zeugitana
Neàpolis (en grec antic Νεάπολις) era una ciutat de Zeugitana amb un port, segons Escílax de Carianda. Plini el Vell l'anomena Macomades, i apareix a l'Intinerari d'Antoní. El nom Macomades indicaria un origen fenici.
Correspon probablement a Kasr Ounga al golf d'Hammamet, conegut pels jaciments arqueològics d'Onga.